# St. Georg (Eulenschwang)

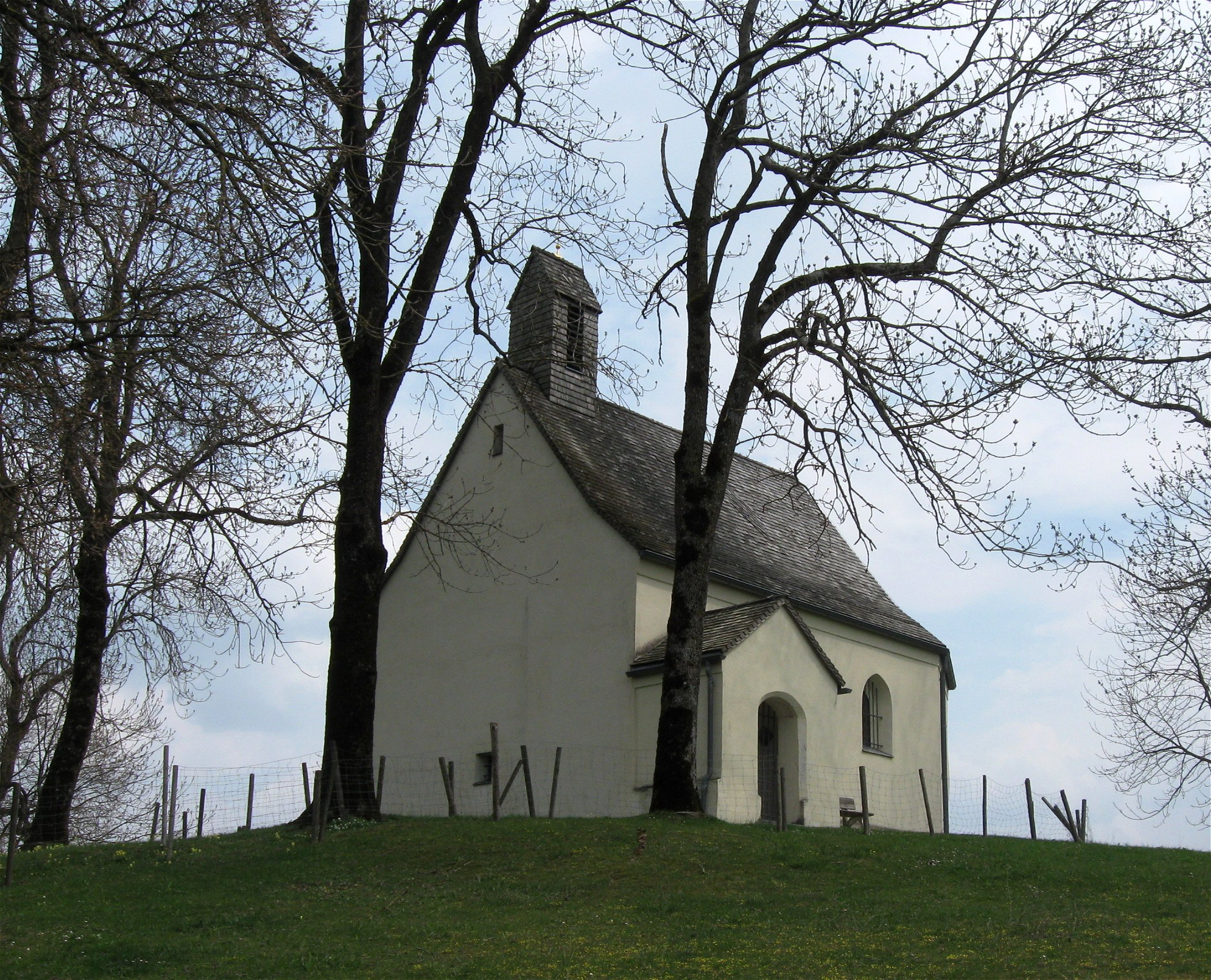
Kapelle St. Georg in Eulenschwang

Die katholische Kapelle St. Georg in Eulenschwang, einem Gemeindeteil von Egling im oberbayerischen Landkreis Bad Tölz-Wolfratshausen, wurde um 1500 errichtet. Die Kapelle, östlich des Ortes auf einer Anhöhe gelegen, ist ein geschütztes Baudenkmal.
Der gotische Satteldachbau mit Dachreiter und kleinem Vorzeichen wurde 1650 verändert.
Im, mit einer hölzernen flachen Felderdecke versehenen, Innenraum steht ein frühbarocker Altar (1660) von Lucas Herle und Georg Wunderl. An der Langhausnordwand befinden sich Malereien des 17. Jahrhunderts. Die figürliche Ausstattung stammt vom 17. bis 18. Jahrhundert.